# Obanella spectabilis
Obanella spectabilis är en snäckart som först beskrevs av Powell 1928.  Obanella spectabilis ingår i släktet Obanella och familjen punktsnäckor. Inga underarter finns listade i Catalogue of Life.